# Concilio de Vallabhi
Se conoce como Concilio de Vallabhi al concilio que tuvo lugar en el Complejo de Vallabhi (actualmente en el estado de Gujarat) entre monjes jainistas en torno al S.V. Se trata del segundo concilio jainista tras el de Pataliputra. El concilio se celebró para poner orden en los diferentes textos que habían sido trasmitidos por vía oral desde Mahavira, el último Tirthankara. 

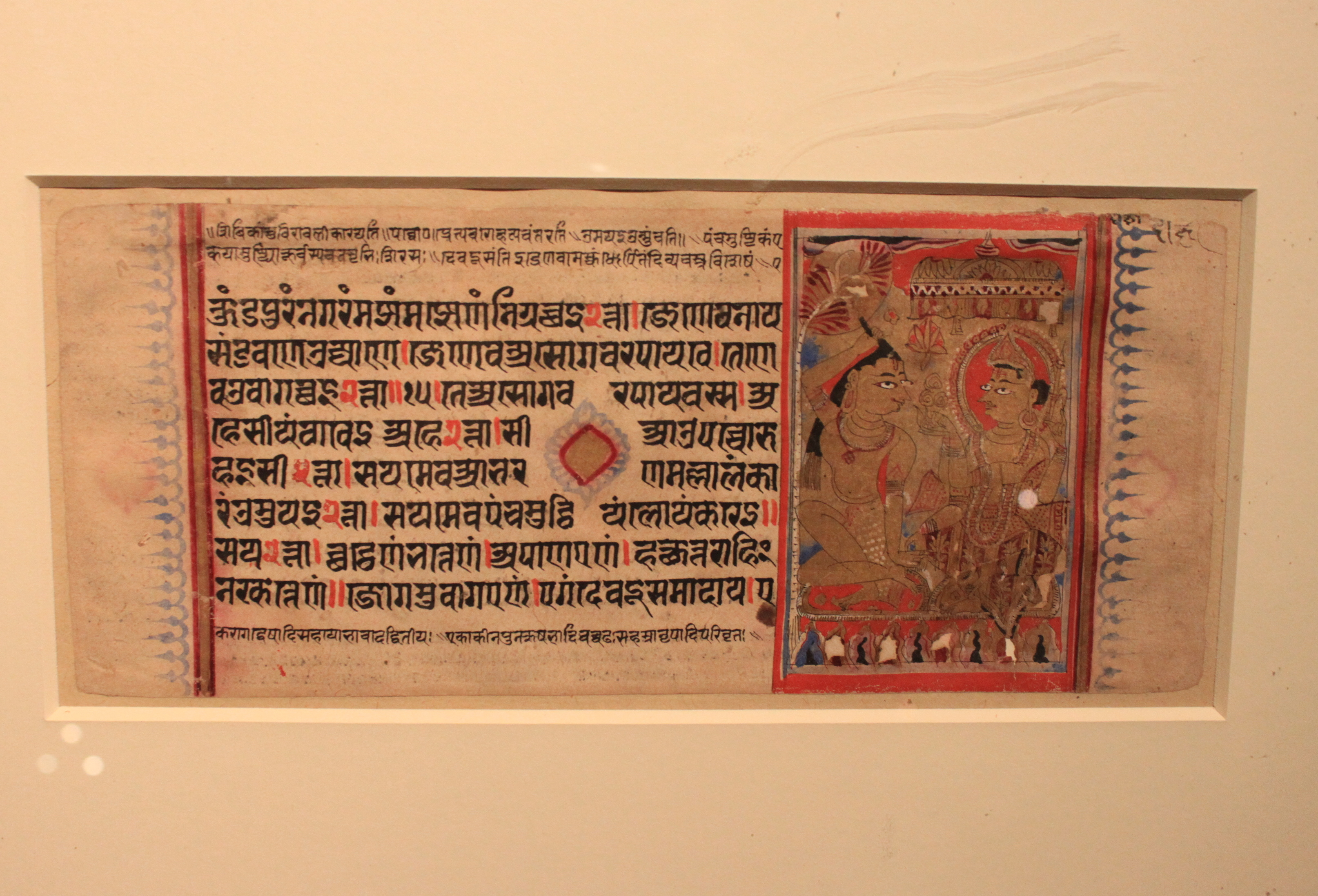
Una página del Kalpasutra (libro de los rituales). texto canónico para los svetambaras.

## Importancia del Concilio
Para algunos autores, este evento se celebró exclusivamente entre svetambaras lo que atestiguaría que ya se había producido la escisión entre las dos corrientes dentro del jainismo. En todo caso, este concilio suele citarse como origen del cisma entre digambaras y svetambaras. Igualmente marca el inicio de una edad de oro del jainismo svetambara en el Gujarat hasta el siglo XIII.
En este concilio, los monjes svetambaras pusieron por escrito en hojas de palmera el material que se había trasmitido oralmente mientras que los digambaras defienden que ese material se perdió. Los agamas jainas quedaron fijados en un corpus de 45 escrituras que si bien enfrentan importantes variaciones con otras versiones como las recogidas en un concilio simultáneo que tuvo lugar en Mathura. Por ello no existe un canon fijado con las escrituras jainas.

## El Complejo
El Complejo de Vallabi había sido construido a imitación de los grandes complejos budistas con templos jainistas, bibliotecas y monasterios. Su creación estaba asociada al auge del jainismo en el Gujarat y especialmente en la región de Saurashtra.